# Somerville (Ohio)
Somerville es una villa ubicada en el condado de Butler en el estado estadounidense de Ohio. En el Censo de 2010 tenía una población de 281 habitantes y una densidad poblacional de 430,53 personas por km².

## Geografía
Somerville se encuentra ubicada en las coordenadas 39°33′49″N 84°38′22″O / 39.56361, -84.63944. Según la Oficina del Censo de los Estados Unidos, Somerville tiene una superficie total de 0.65 km², de la cual 0.65 km² corresponden a tierra firme y (0%) 0 km² es agua.

## Demografía
Según el censo de 2010, había 281 personas residiendo en Somerville. La densidad de población era de 430,53 hab./km². De los 281 habitantes, Somerville estaba compuesto por el 98.22% blancos, el 0% eran afroamericanos, el 0% eran amerindios, el 0% eran asiáticos, el 0% eran isleños del Pacífico, el 0% eran de otras razas y el 1.78% pertenecían a dos o más razas. Del total de la población el 0% eran hispanos o latinos de cualquier raza.